# Hugo Zepeda Barrios
Hugo Alejandro Zepeda Barrios (Ovalle, 4 de junio de 1907-Coquimbo, 9 de enero de 1998) fue un abogado y político chileno, miembro del Partido Liberal (PL), el cual presidió desde 1952 hasta 1959 y, en 1964.
Ejerció como diputado durante seis periodos consecutivos entre 1933 y 1957 y, luego como senador entre 1957 y 1965.

## Primeros años
Nacido en Ovalle, fue hiijo del exdiputado liberal democrático Gonzalo Zepeda Perry y Cristina Barrios Flores.
Realizó sus estudios en el Liceo de Ovalle; luego de finalizar la etapa escolar, ingresó a la Universidad de Chile, donde estudió derecho, titulándose de abogado en 1928 con la tesis llamada; El Delincuente Pasional. Se especializó en juicios de índole civil y minera; fue abogado de las principales firmas mayoristas de Coquimbo.

### Vida personal
Se casó con Ana Coll Juliá y tuvieron seis hijos; Patricio, Gonzalo, Rodrigo, María Isabel, Ana María Zepeda Coll y el exparlamentario y teólogo Hugo Zepeda Coll.

## Vida política y pública
Inició sus actividades políticas al integrarse en el Partido Liberal (PL); allí, ocupó los cargos de vicepresidente entre 1940 y 1941 y el de presidente entre 1956 y 1957, siendo reelecto en 1964.
En las elecciones parlamentarias de 1932 fue elegido diputado por la Cuarta Agrupación Departamental de "La Serena, Elqui, Ovalle e Illapel", para el período 1933-1937. Integró la Comisión Permanente de Defensa Nacional y la de Asistencia Médico-Social e Higiene, siendo además miembro de la Comisión Especial de Colonización de Magallanes, 1936 y miembro del Comité Parlamentario del PLU entre 1932 y 1933.
En 1937 fue reelecto diputado, para el período 1937-1941. Esta vez, estuvo en la Comisión Permanente de Defensa Nacional y fue diputado reemplazante en la Comisión Permanente de Agricultura y Colonización. Desde 1937, fue consejero de la Caja de Crédito Minero, en representación de la Cámara de Diputados.
En las elecciones de 1941 fue otra vez reelecto diputado, por la reformada Cuarta Agrupación Departamental correspondiente a La Serena, Coquimbo, Elqui, Ovalle, Combarbalá e Illapel", para el período 1941-1945. Fue diputado reemplazante en la Comisión Permanente de Gobierno Interior; en la de Constitución, Legislación y Justicia; y en la de Industrias.
Fue miembro propietario del Comité Parlamentario Liberal, 1943 e integrante de la Unión Interparlamentaria y el Grupo Regional Panamericano.
En 1945 fue nuevamente electo diputado, por la misma Agrupación, para el período 1945-1949; formó parte de la Comisión Permanente de Economía y Comercio. Miembro de la Comisión Especial Consejo Nacional de Comercio, 1947 e Investigadora del Funcionamiento de la Empresa Juan Soldado, 1947.
En 1949, nuevamente electo diputado, por la misma Agrupación, por el período 1949-1953. En dicho período legislativo integró la Comisión Permanente de Constitución, Legislación y Justicia.
Nuevamente electo diputado, por la misma Agrupación, para dl período 1953-1957; continuó integrando la Comisión Permanente de Constitución, Legislación y Justicia.
Resultó electo senador, en elección complementaria realizada el 20 de octubre de 1957, por el período 1957-1965, por la Segunda Agrupación Provincial correspondiente a Atacama y Coquimbo. Se incorporó el 3 de diciembre de 1957, en reemplazo de Raúl Marín Balmaceda, quien falleció el 20 de agosto de ese mismo año. Integró la Comisión Permanente de Gobierno y presidió el Senado desde el 10 de octubre de 1962 hasta el 15 de mayo de 1965. Como tal le tocó presidir la sesión del Congreso Pleno, en noviembre de 1964, donde se eligió presidente de la República al demócrata cristiano Eduardo Frei Montalva.
Entre las mociones presentadas que fueron Ley de la República, está la Ley N.°14.949, de 11 de noviembre de 1962, sobre normas para cancelar obligaciones contraídas en moneda extranjera y Ley N.°15.228, de 14 de agosto de 1963, relativo a corporación de la Vivienda, en relación con recursos para erradicación, urbanización, construcción y autoconstrucción.
Socio del Rotary Club, del que fue presidente; de la Sociedad Cosmopolita; del Club de Coquimbo; de la Sociedad Nacional de Agricultura, de la que fue presidente en 1967.
En 1982 fundó la Derecha Republicana, opositora a Augusto Pinochet, y fue portavoz de la Alianza Democrática. En 1985 fue uno de los firmantes del Acuerdo Nacional para la Transición a la Plena Democracia. Entre 1987 y 1988 lideró tanto la Unión Liberal-Republicana como su sucesor, el refundado Partido Liberal. En 1988 fue vocero del No en el plebiscito de ese año, y tras el retorno a la democracia en 1990 se retiró a la vida privada.
Integró el Comité Patria y Soberanía (Corporación de Defensa de la Soberanía desde 1995) siendo miembro desde la década de 1960, estando activas la disputa limítrofe del río Encuentro-Alto Palena y la de la laguna del Desierto. Defendió la denominación de origen del Pisco chileno y fue Presidente Honorario de la organización hasta su fallecimiento.
Falleció en Coquimbo el 9 de enero de 1998,a los 90 años, a causa de una insuficiencia renal. Sus funerales se realizaron en el Cementerio Inglés de Guayacán, en Coquimbo. Al momento de fallecer era el exparlamentario elegido democráticamente más antiguo de Chile.

## Historial electoral

### Elecciones parlamentarias de 1965
- Elecciones parlamentarias de 1965 a Senador por la Segunda Agrupación Provincial, Atacama-Coquimbo Período 1965-1973 (Fuente: Dirección del Registro Electoral, Domingo 7 de marzo de 1965)